# КАМАЗ-5410
КАМАЗ-5410 — советский и российский седельный тягач и шасси для установки различных надстроек линейки автомобилей КАМАЗ первого поколения. Выпускался Камским автомобильным заводом (КАМАЗ) с 1976 по 1997 год. Вытеснен с конвейера моделью КАМАЗ-54112.

## Технические характеристики
- Колёсная формула — 6 × 4[19]
- Весовые параметры и нагрузки, а/м
  - Снаряженная масса а/м, кг — 6700
  - В том числе:
  - на переднюю ось кг — 3350
  - на тележку кг — 3300
  - Полная масса, кг — 14900
  - В том числе:
  - на переднюю ось кг — 3940
  - на тележку кг — 10960
  - Нагрузка на седельно-сцепное устройство, кг — 8100
  - Полная масса полуприцепа, кг — 19100
  - Полная масса автопоезда, кг — 25900
- Двигатель
  - Модель — КАМАЗ-740.10
  - Тип — дизельный
  - Мощность кВт (л. с.) — 154(210)
  - Расположение и число цилиндров — V-образное, 8
  - Рабочий объём, л — 10,85
- Коробка передач
  - Тип — механическая, десятиступенчатая с двухступенчатым делителем
  - Модель — МОДЕЛЬ 14
- Кабина
  - Тип — расположенная над двигателем
  - Исполнение — со спальным местом
- Колеса и шины
  - Тип колес — бездисковые
  - Тип шин — пневматические, камерные
  - Размер шин — 9.00R20 (260R508)
- Общие характеристики
  - Максимальная скорость, км/ч — 85
  - Максимальный угол преодол. подъёма % — 18
  - Внешний габаритный радиус поворота, м — 8,5

## Изображения

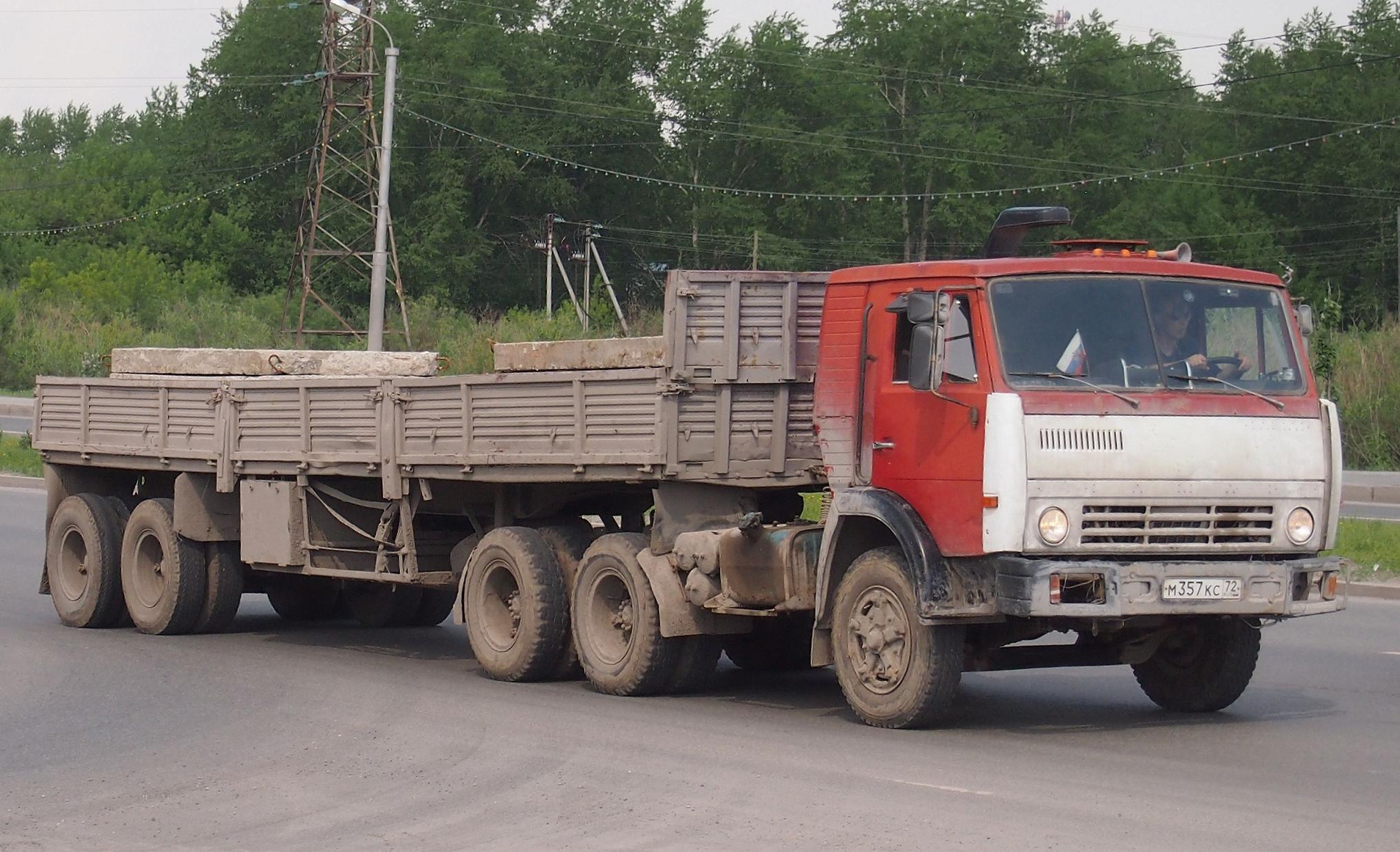
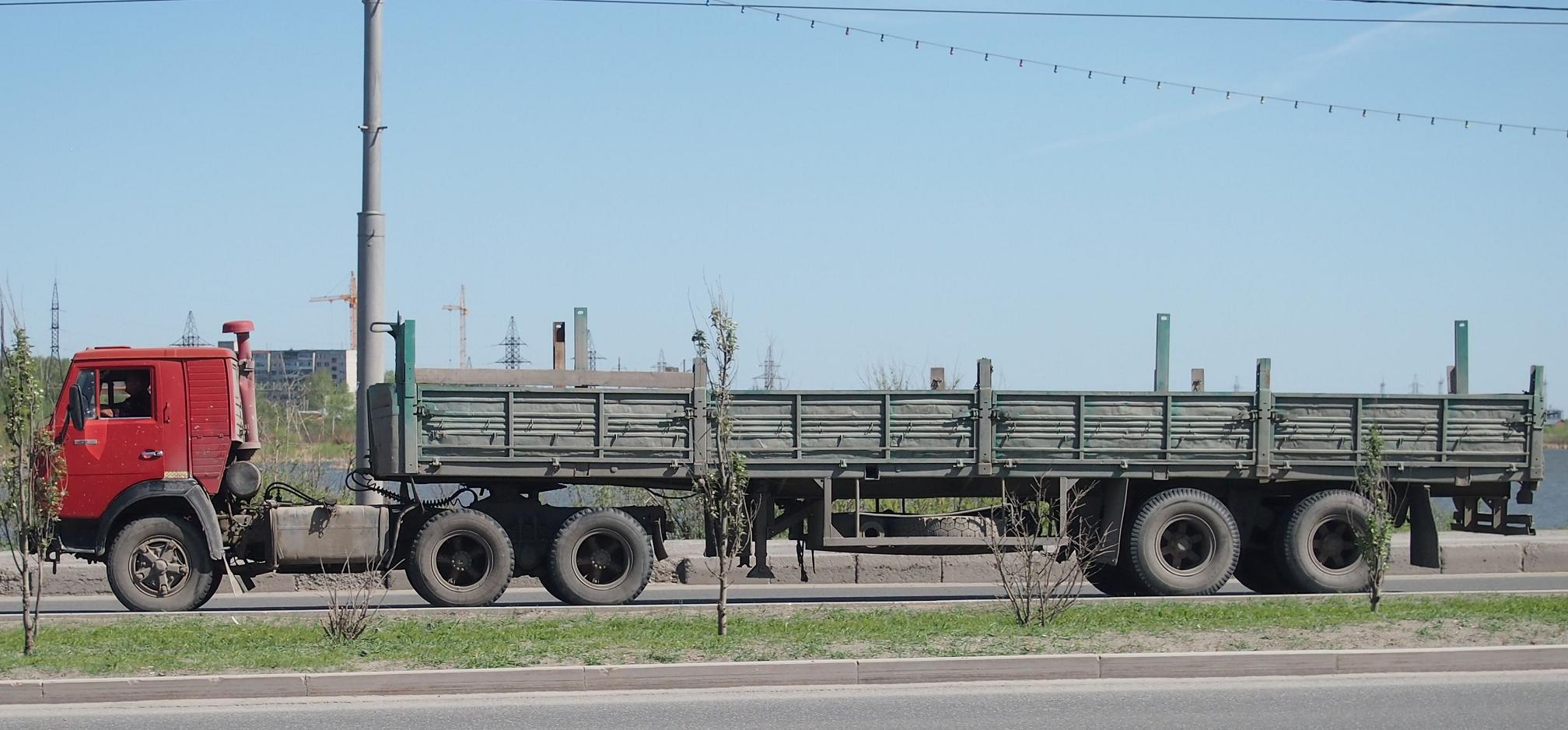
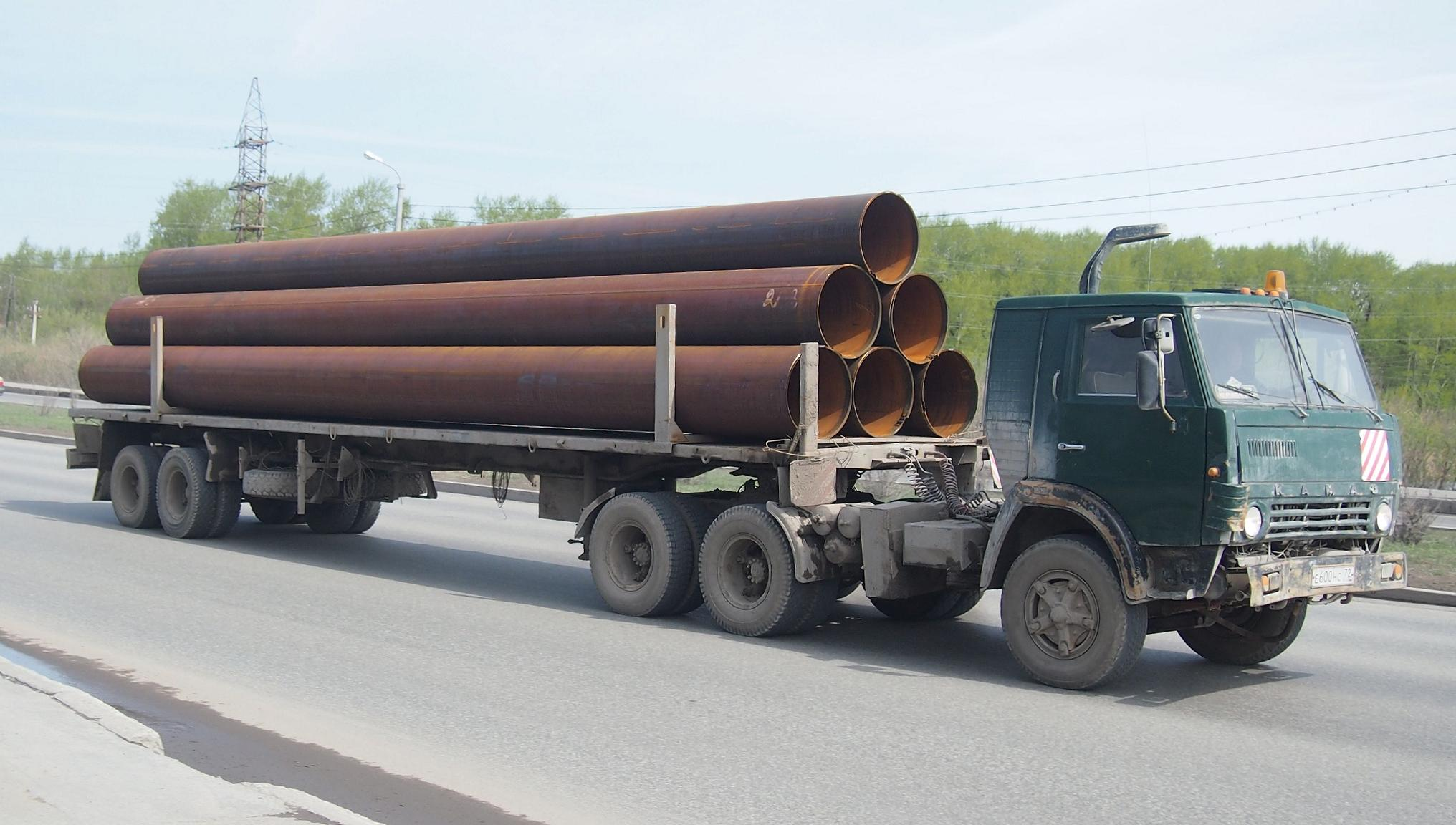
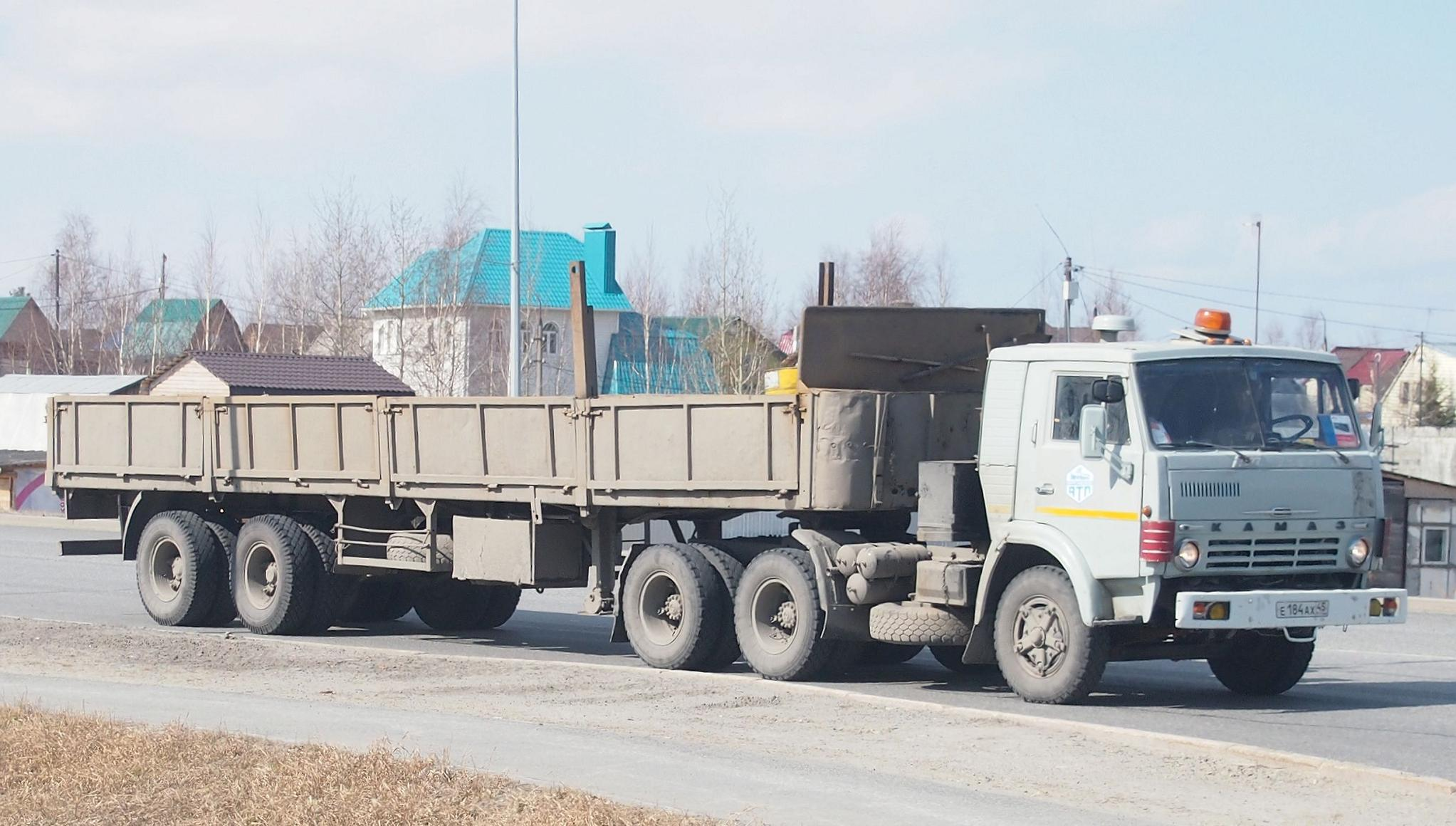
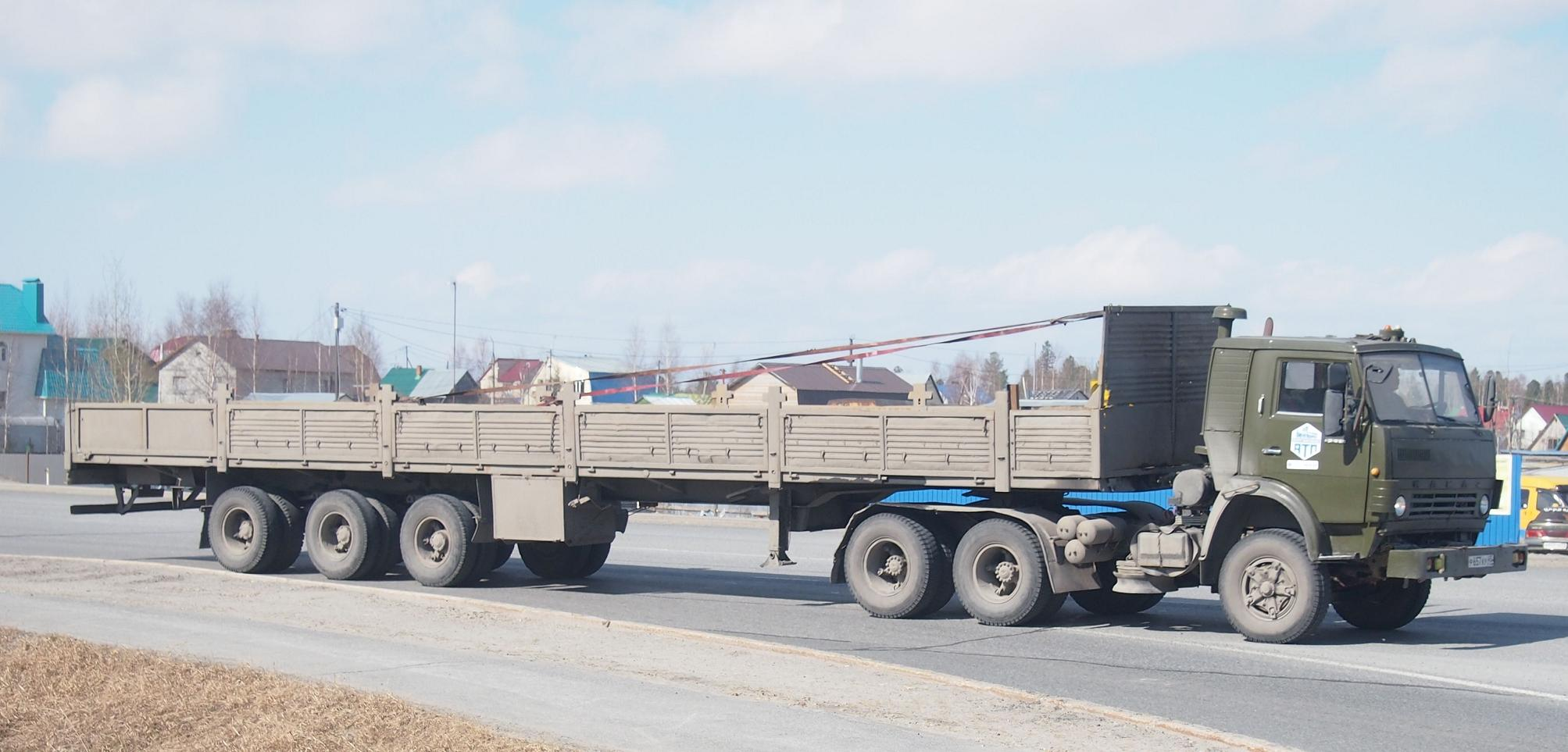
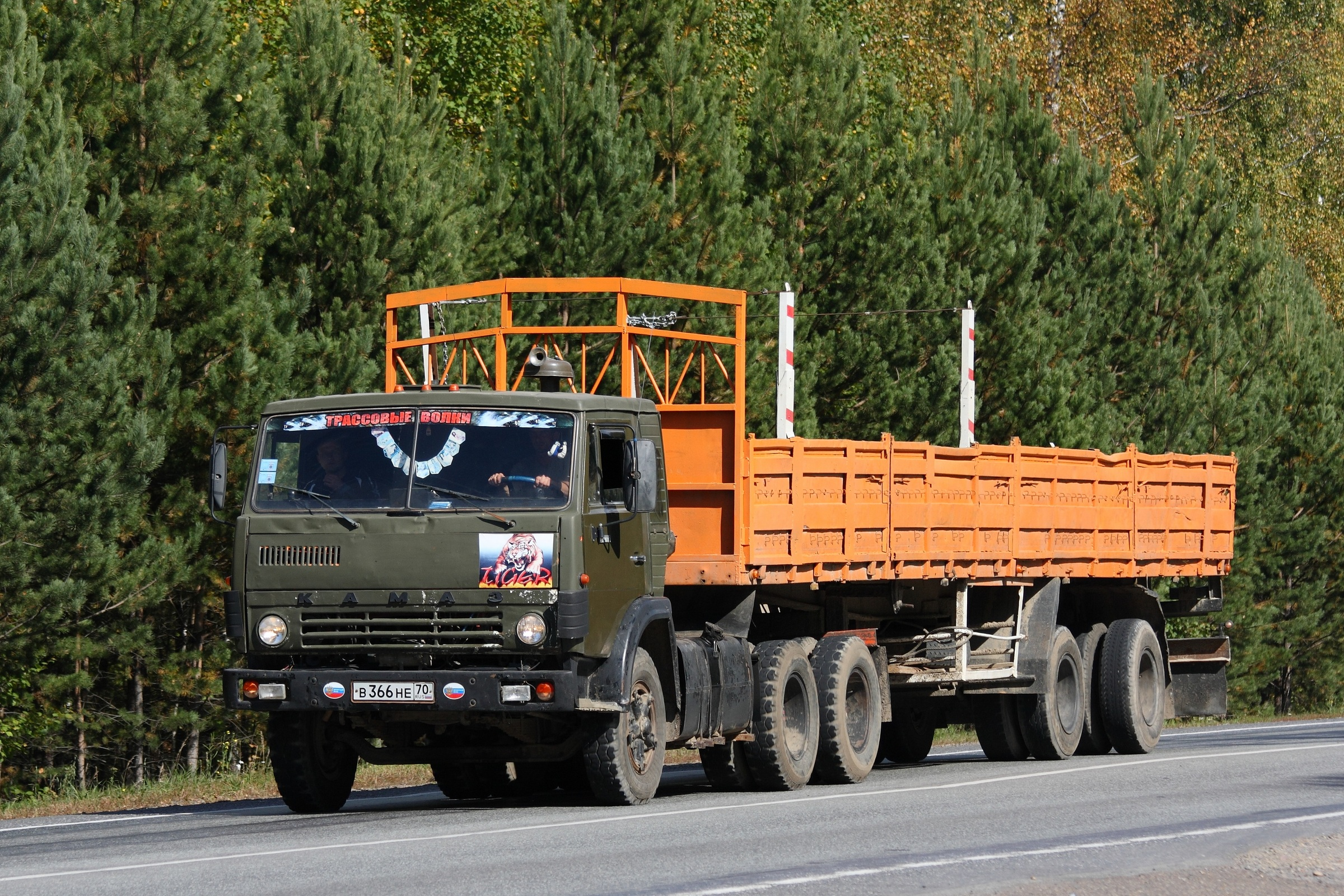
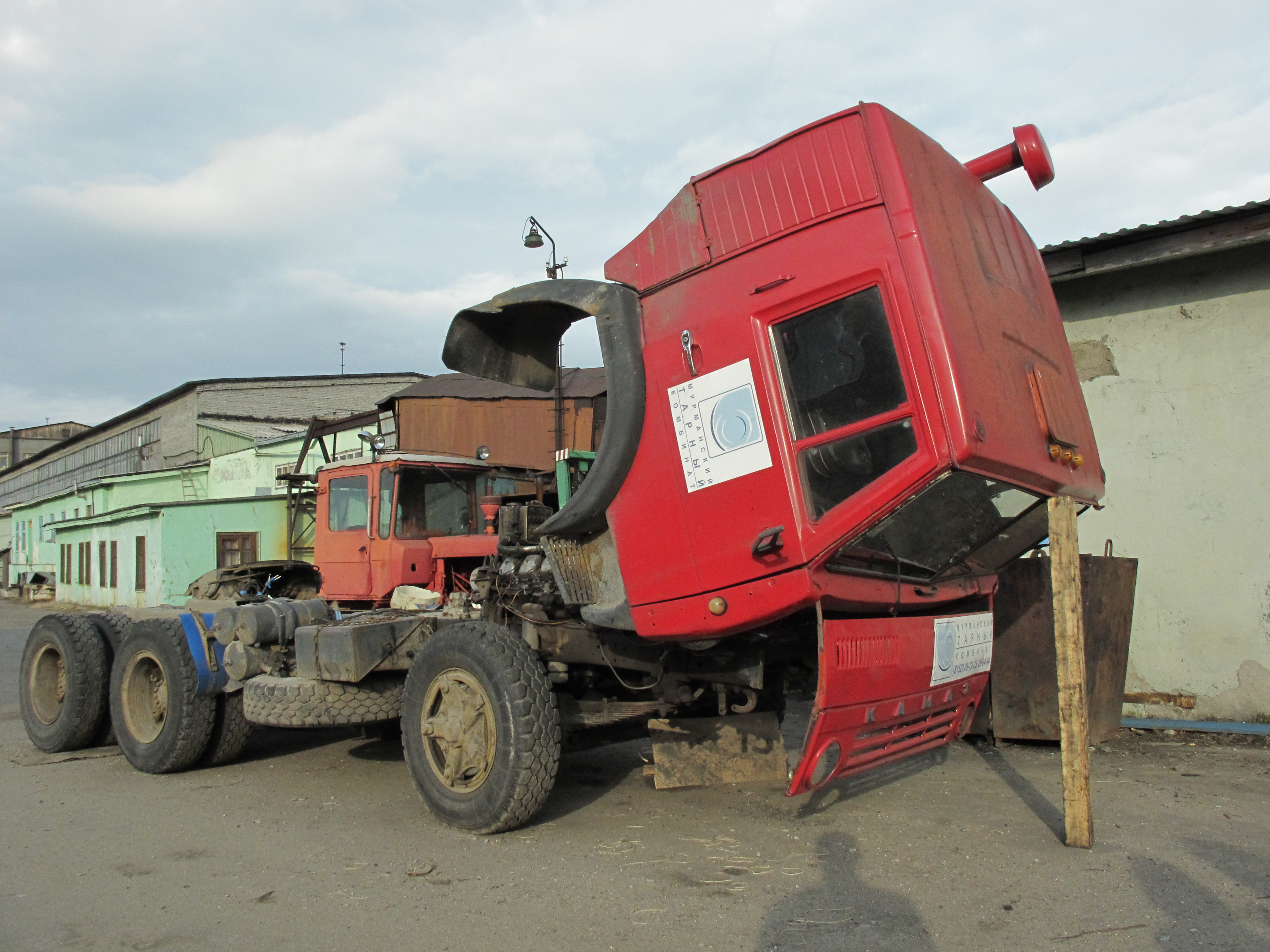
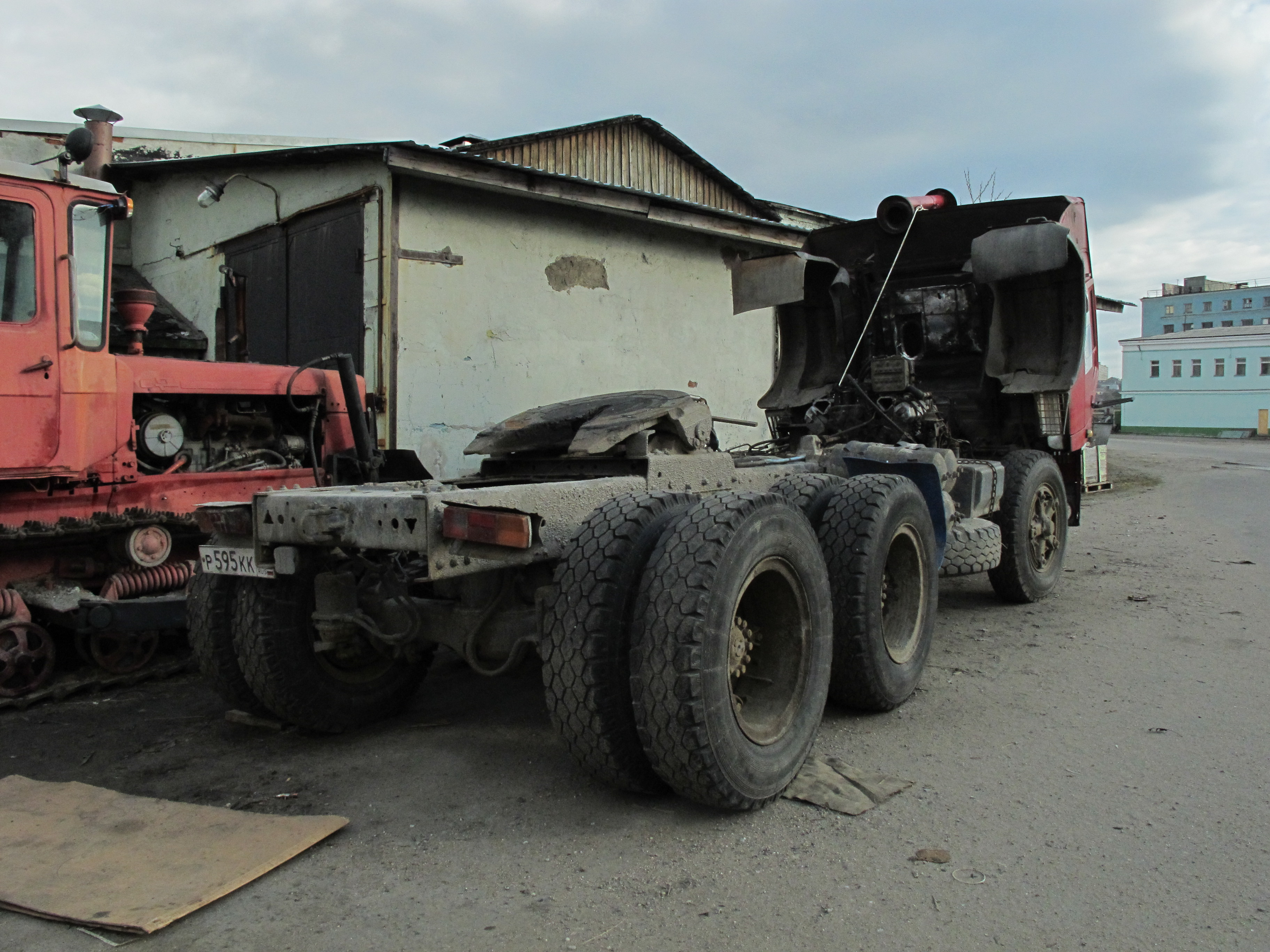
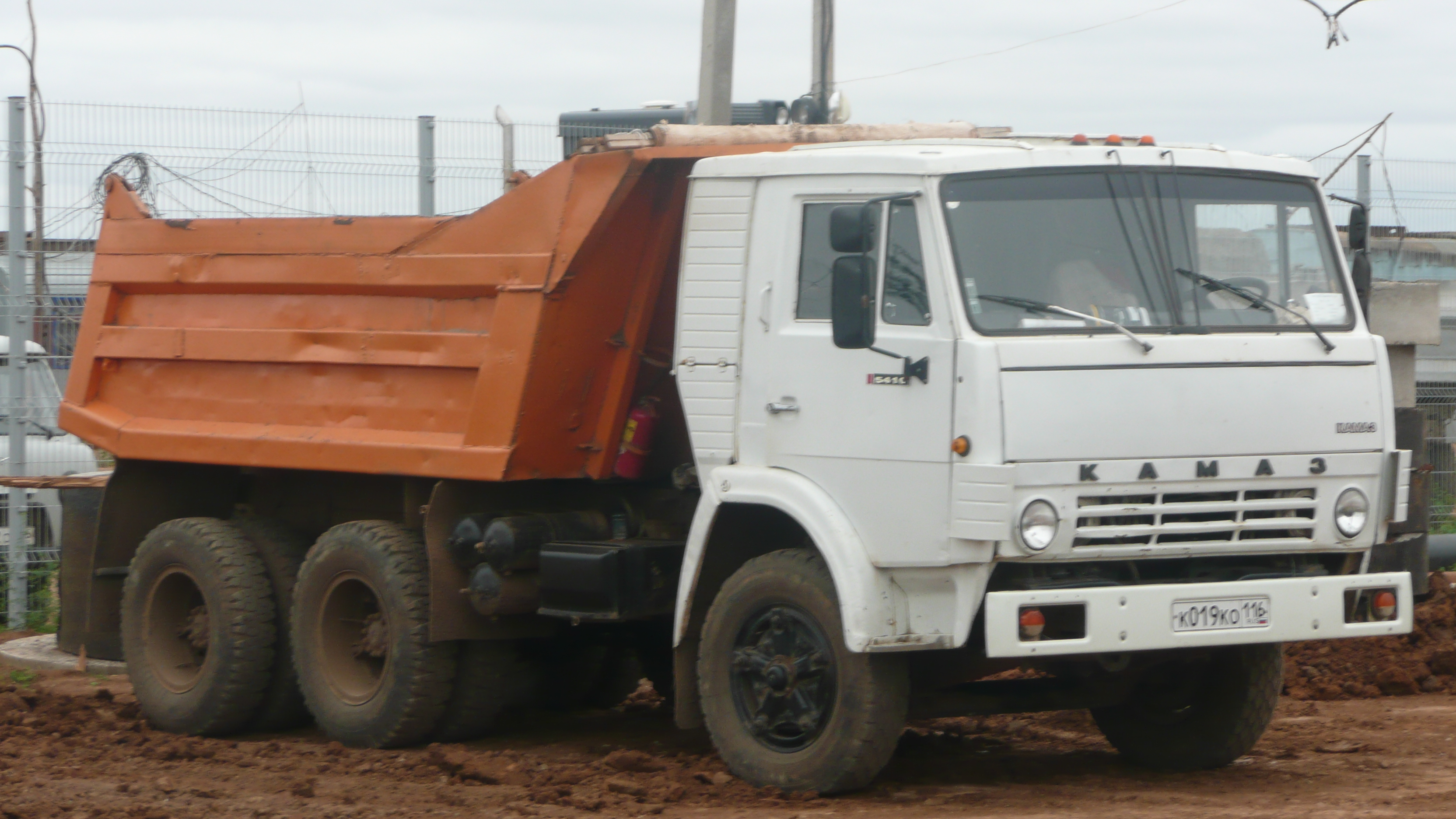
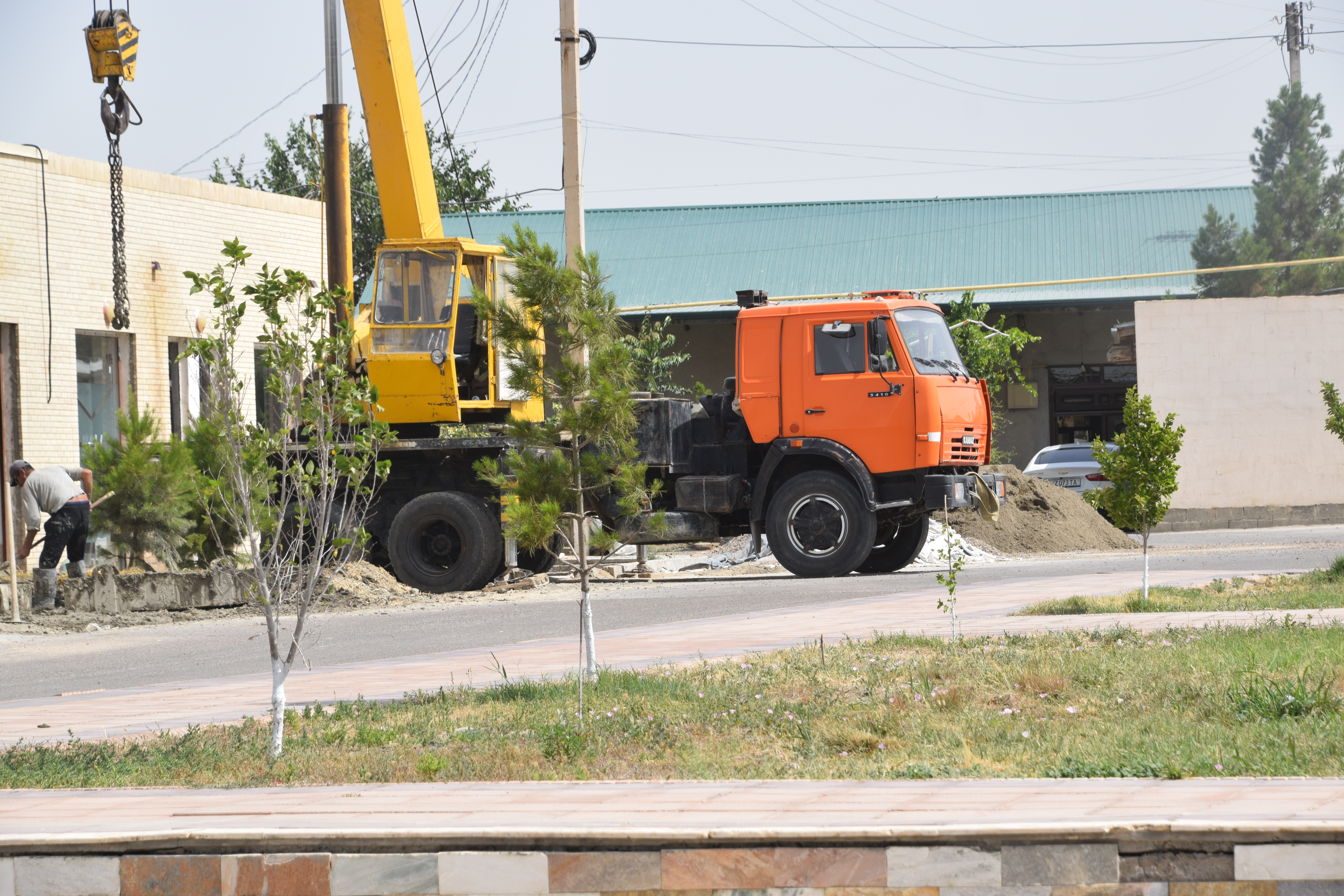

## В игровой и сувенирной индустрии
Казанским объединением «Элекон» выпускается масштабная модель КАМАЗ-5410 в масштабе 1:43. Масштабная модель КАМАЗ-54112 красно-белого цвета в масштабе 1:43 в 2019 году вышла в рамках проекта «Автолегенды СССР Грузовики» от издательства «Де Агостини», под номером 42.